# 215 Velorum
215 Velorum (Y Velorum) é uma estrela na direção da Vela. Possui uma ascensão reta de 10h 31m 22.23s e uma declinação de −53° 42′ 57.6″. Sua magnitude aparente é igual a 4.89. Considerando sua distância de 71 anos-luz em relação à Terra, sua magnitude absoluta é igual a 3.19. Pertence à classe espectral F6V.